# Торгов
Торгов (укр. Торгів) — село в Поморянской поселковой общине Золочевского района Львовской области Украины.
Население по переписи 2001 года составляло 174 человека. Занимает площадь 0,819 км². Почтовый индекс — 80761. Телефонный код — 3265.

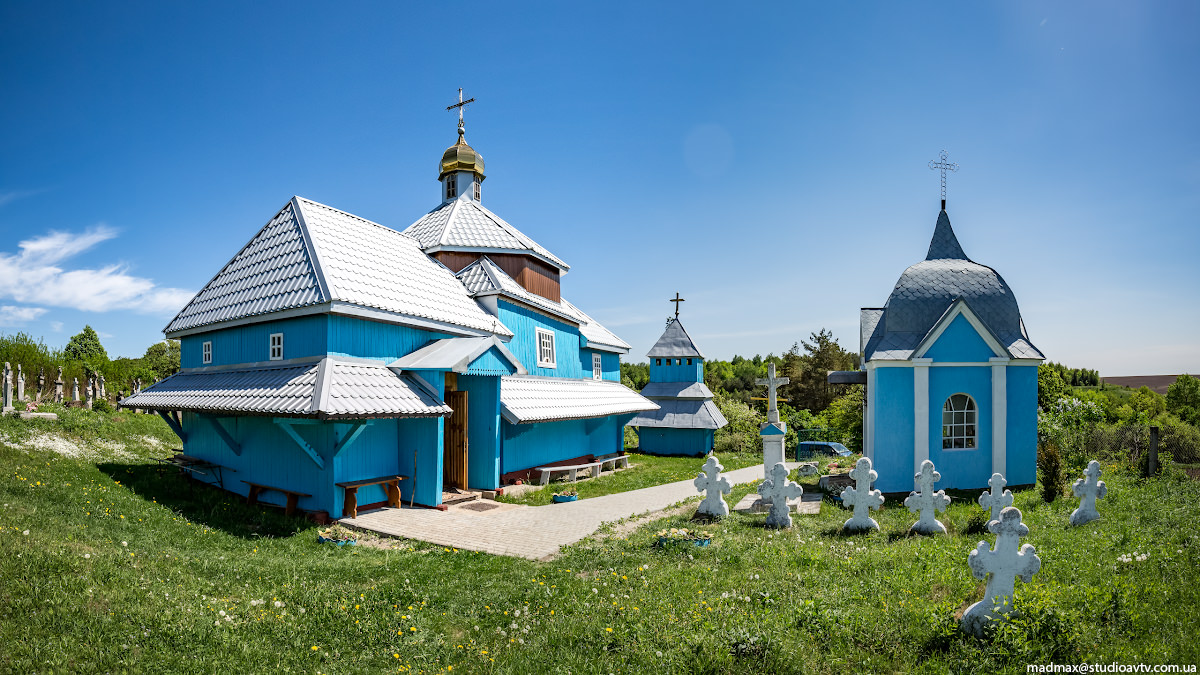
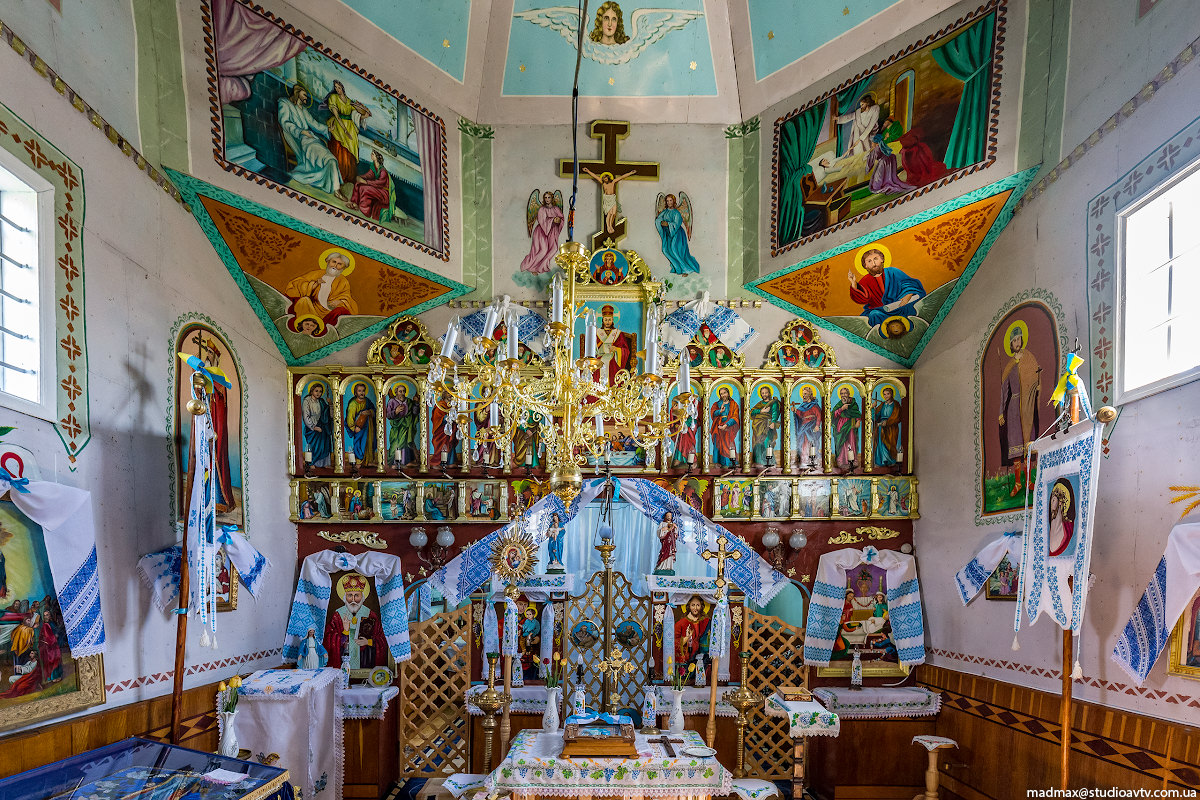